# Pultenaea maidenii
Pultenaea maidenii là một loài thực vật có hoa trong họ Đậu. Loài này được Reader miêu tả khoa học đầu tiên.